# José Andrés García Arroyo
Andrés García  (n. Valle del Cauca, Colombia; 16 de febrero de 1994) es un futbolista colombiano. Juega como portero y su equipo actual es el Club Atlético Santo Domingo de la Serie B de Ecuador.

## Clubes
| Club                   | País     | Año           |
| ---------------------- | -------- | ------------- |
| Once Caldas S.A.       | Colombia | 2013          |
| Potros UAEM            | México   | 2016          |
| Atlético San Luis      | México   | 2016-2017     |
| Atlético Huila         | Colombia | 2017          |
| Técnico Universitario  | Ecuador  | 2018          |
| Atlético Santo Domingo | Ecuador  | 2019-presente |